# Myopsocus tukunare
Myopsocus tukunare (лат.) — вид сеноедов рода Myopsocus из семейства Myopsocidae. Южная Америка: Колумбия. Видовой эпитет представляет собой существительное в приложении и отсылает к резервации коренных народов Витото де Тукунаре (Witoto de Tukunaré), жителям города Пуэрто Легуизамо (департамент Путумайо, Колумбия), где был найден голотип. Мелкие насекомые, длина переднего крыла около 3 мм. Основная окраска тела коричневая. Принадлежит к группе видов, не имеющих на переднем крыле фестончатого апикального края некоторых его ячеек,.